# 布廖內 (提契諾州)

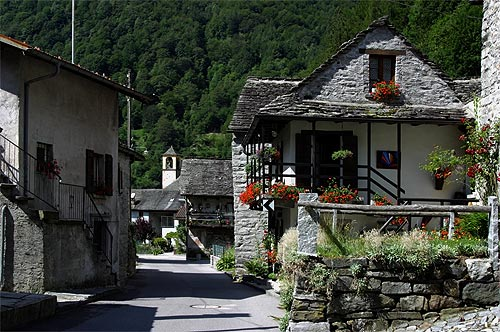

布廖內是瑞士的城鎮，位於該國南部，由提契諾州負責管轄，面積48.56平方公里，海拔高度756米，2011年人口201，八成人口信奉羅馬天主教，人口密度每平方公里4人。

## 外部連結
- Commerce on Verzasca （页面存档备份，存于）